# جروم بیفل
جروم بیفل (انگلیسی: Jerome Biffle؛ ۲۰ مارس ۱۹۲۸ – ۲ سپتامبر ۲۰۰۲) ورزشکار پرش طول اهل ایالات متحده آمریکا بود.
وی در مسابقات کشوری و بین‌المللی در مجموع برندهٔ ۱ مدال طلا شده‌است.